# Kościół Podwyższenia Krzyża Świętego w Zakroczymiu
Kościół Podwyższenia Krzyża Świętego w Zakroczymiu – rzymskokatolicki kościół parafialny należący do dekanatu zakroczymskiego diecezji płockiej.

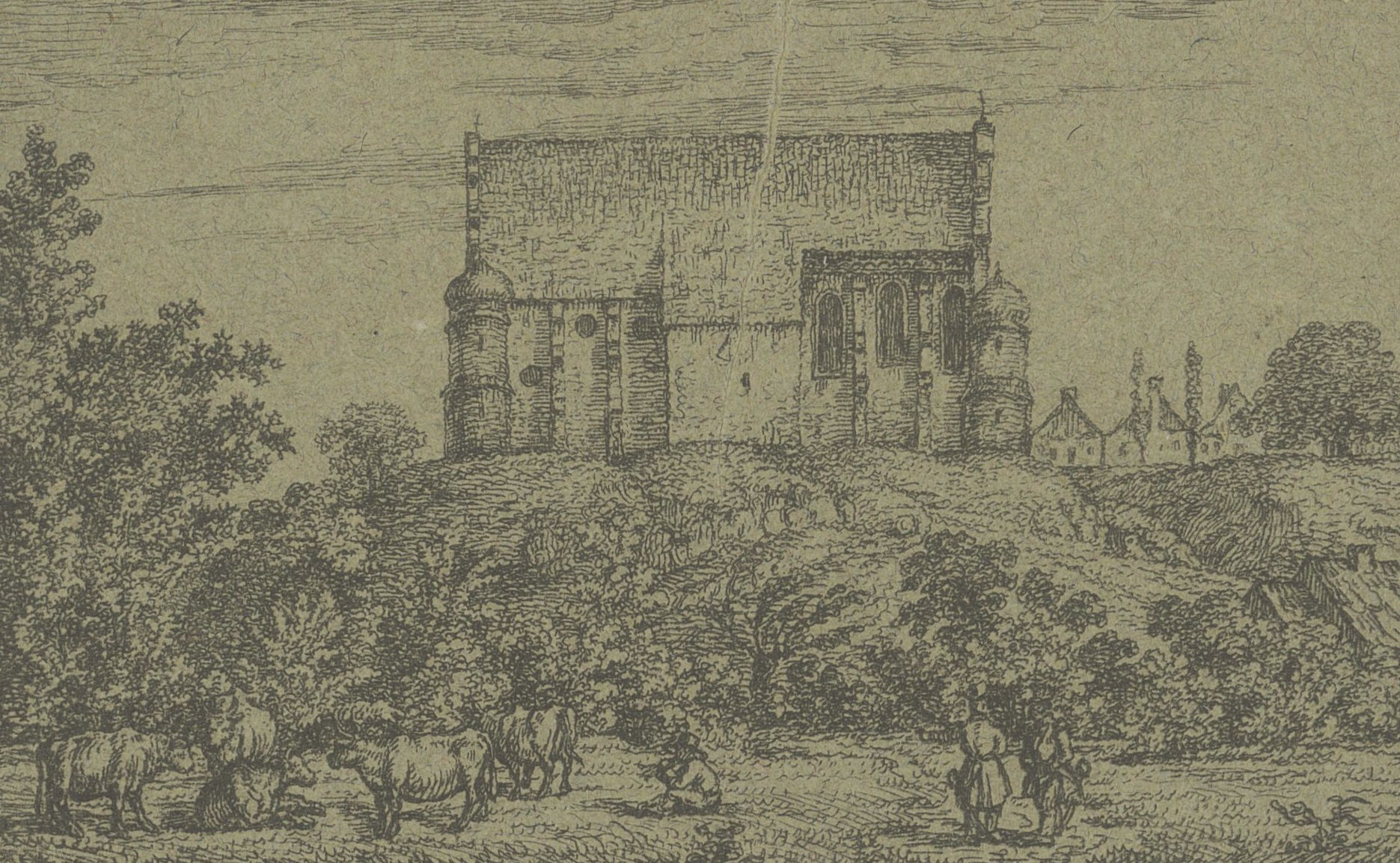
Kościół na grafice z 1838

Obecna świątynia wznoszona była od 1 połowy XVI wieku, następnie została przebudowana w XVII wieku, z kolei w XIX wieku na skutek restauracji w latach 1821 – 1823 oraz 1874 – 1875 straciła swój średniowieczny kształt. W związku z tym kościół utracił część zabytkowego wyposażenia (m.in. usunięto ołtarze boczne i inne elementy barokowe). We wrześniu 1939 roku w wyniku działań wojennych świątynia została zniszczona i do końca wojny pozostała nieodbudowana. Kościół został odbudowany dzięki staraniom księdza Piotra Skury i parafian w latach 1945 – 1949. Odbudowa była prowadzona przez architekta Pawła Zakrzewskiego według projektu architekta Stefana Putowskiego. Kościół został poświęcony w 1949 roku przez biskupa płockiego Tadeusza Pawła Zakrzewskiego.
Świątynia reprezentuje styl gotycko-renesansowy i została wybudowana na rzucie prostokąta. Budowla została wzniesiona z cegły z dodatkiem kamieni polnych, kul armatnich i koła młyńskiego. Jest to kościół pseudobazylikowy, posiadający trzy nawy, oskarpowany, z lewej i prawej strony mieszczą się dwie niskie wieżyczki. Wewnątrz znajdują się m.in. tablice nagrobne w stylu renesansowym, w ołtarzu głównym jest umieszczony obraz Matki Bożej z Dzieciątkiem z 1663 roku.